# Середньовічна освіта
Середньові́чну систему освіти було запозичено в античності, але її збагатили й пристосували до нових умов. Середньовічна освіта будувалася на «семи вільних мистецтвах». Викладання велося латиною, і лише у XIV столітті відбувається перехід на народні, національні мови. Вікові особливості дітей не враховувалися. Читати в школі вчилися за Біблією.
З розвитком міської культури кафедральні школи перетворювалися на університети. Університетські випускники мали право викладати в будь-якій школі. Університет поділявся на факультети. Революцію у системі навчання здійснило книгодрукування.
До ХІІ століття книги зберігалися переважно у монастирських і кафедральних бібліотеках. Перші публічні бібліотеки відкрилися в XV столітті у великих містах.

## Шкільна освіта
Шкільна освіта будувалася на так званих «семи вільних мистецтвах» — тривіумі й квадривіумі.
Тривіум («три шляхи») був початковим етапом і складався з граматики, риторики та діалектики (логіки).
Квадривіум («чотири шляхи») набув поширення з ХІІІ століття і включав арифметику, геометрію, астрономію, музику.
Середньовічні школи були монастирськими, кафедральними (при міських соборах) і парафіяльними. Із розвитком міст відкривалися світські (приватні), гільдійські, муніципальні школи. Мандрівних школярів нецерковних шкіл називали вагантами або голіардами.
Викладання велося латиною, і лише в XIV столітті відбувається перехід на національні мови. Віковий ценз був відсутній — вікові особливості дітей не враховувалися. Режим був досить жорстоким, із застосуванням різок. Школярам забороняли голосно розмовляти, співати, гратися, за найменшу провину їх карали.
Школярі самі добували собі шматок хліба. Вони підробляли, а ще частіше — просили милостиню. Вночі вони співали під вікнами релігійні пісні, аби підняти з ліжка доброчинного бюргера й змусити його поспішно відкупитися від страхітливої мелодії, кинутим через вікно шматком ковбаси чи сиру.
Читати в школі вчилися за Біблією, працями святого Аврелія Августина, Кодексу Юстиніана. Для перевірки учнівських знань та логічного мислення влаштовували диспути учня з учнем, учня з учителем.
Астрономічні, географічні відомості часто були фантастичними (Земля тримається на китах), була майже відсутня доказова база з геометрії.

## Університети

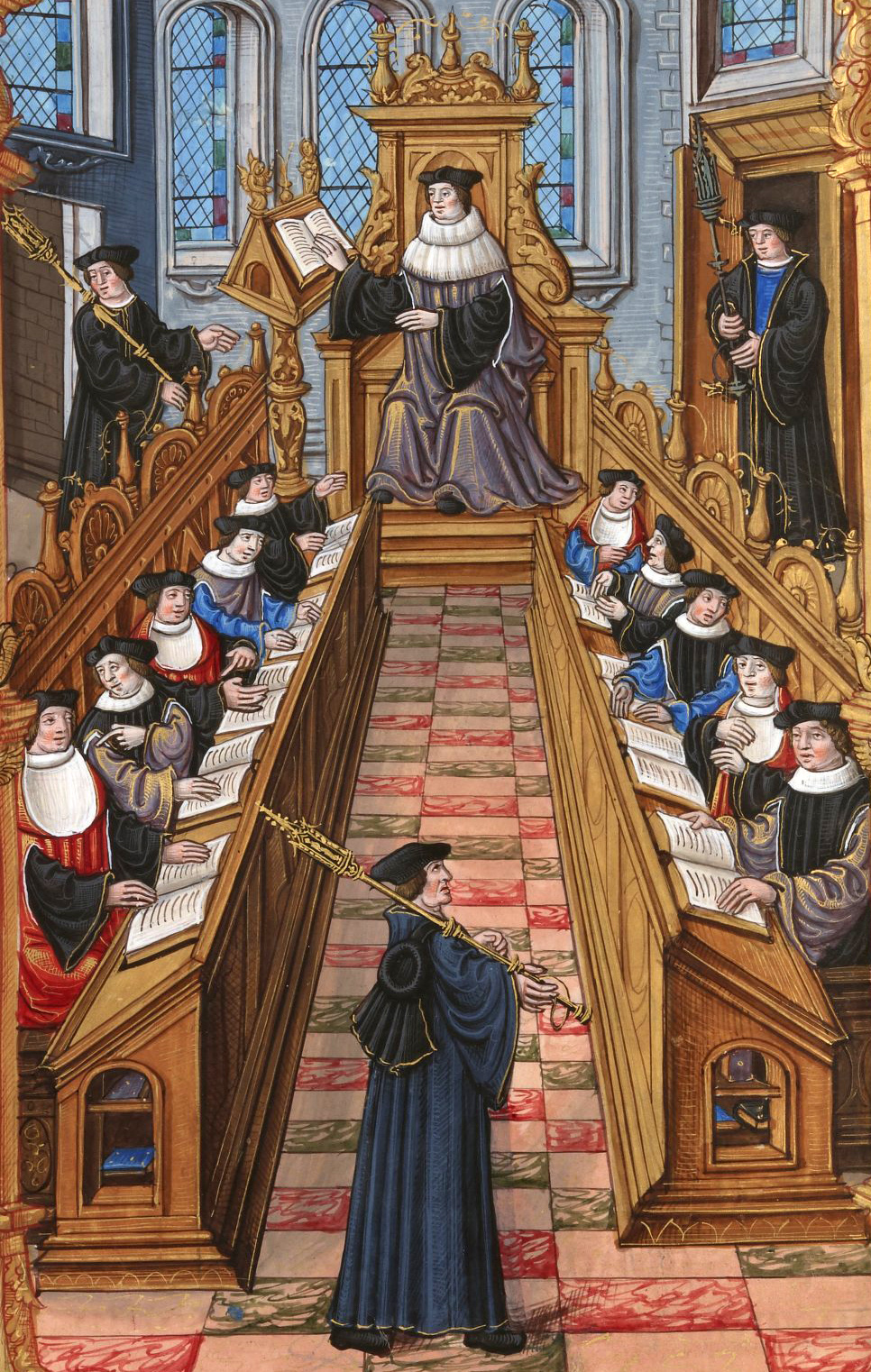
Збори докторів в університеті, що у Франції

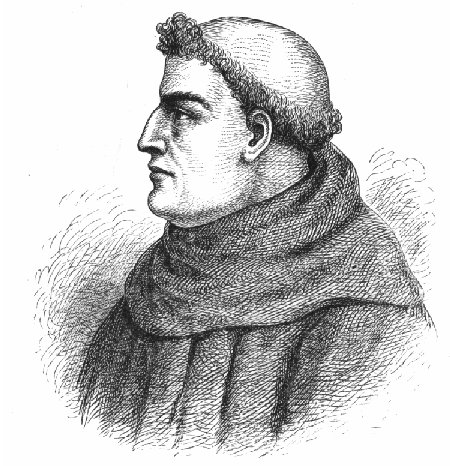
Викладач Оксфордського університету Роджер Бекон

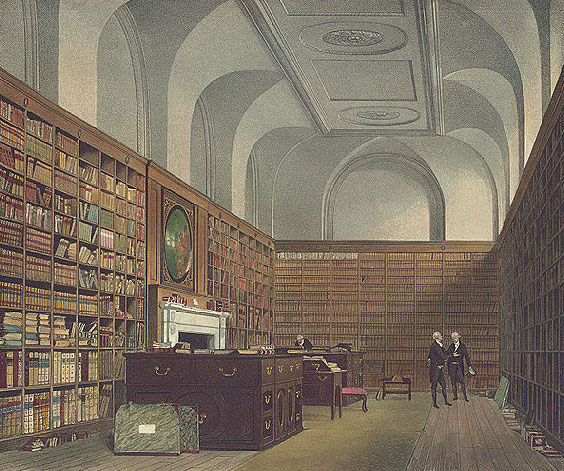
Королівська бібліотека у Букінгемському палаці

Із розвитком міської культури кафедральні школи перетворювалися на університети. Перший європейський університет було відкрито в італійському містечку Болоньї (він став визнаним центром юридичної науки) у ХІІ столітті. Університет в італійському місті Салерно став центром медичних знань, у французькому місті Парижі — центром богослов'я. У 1500 році налічувалося 86 університетів.
Університетські випускники мали право викладати в будь-якій школі, з ХІІІ століття тільки вони могли обіймати високі державні чи церковні пости.
Університети мали юридичну, адміністративну і фінансову автономію.
Університет поділявся на три факультети. На підготовчому «артистичному» вивчали «сім вільних мистецтв», далі студенти обирали юридичний, медичний, філософсько-богословний.
Заняття в університеті мали назву лекції — їх читали професори, лекції доповнювалися диспутами.
У XIV столітті з'являються колегії — колишні студентські гуртожитки, що стали самостійними центрами занять. Найпоширенішою ця мережа була в Англії.
Революцію у викладанні здійснило книгодрукування.

## Бібліотеки
До ХІІ століття книги зберігалися переважно у монастирських і кафедральних бібліотеках. Вони були такими рідкісними й дорогими, що іноді їх приковували ланцюгом.
У ХІІ — XIV століттях бібліотеки з'явилися при університетах, королівських дворах, у великих сеньйорів та духовних осіб, заможних містян.
Читальні зали у XV столітті працювали лише в Сорбонні та бібліотеках домініканських монастирів.
Перші публічні бібліотеки відкрилися у XV столітті у великих містах й комплектувалися з подарованих або переданих за заповітом книжок.

## Освіта та наука

### Схоластика
Термін схоластика походить від грец. «вчений» і означає напрям у філософії. Спочатку схоластами називали людей, пов'язаних зі школою. А за часів Карла Великого схоластами називали всіх вчителів. З XI ст. ця назва поширюється на всіх, хто займається наукою, а особливо — філософією. Схоласти прагнули примирити між собою віру (релігію) та розум (науку). Вчені були впевнені, що віра не перешкоджає їм зрозуміти Всевишнього та Його творіння. Це вчення базувалося на двох основних правилах:
1. Не відступати від законів Святого Письма.
2. У своїх судженнях бути винятково точними.

Досягти істини можна без жодної помилки в нескінченному ланцюзі міркувань. Цьому навчала логіка — наука про закони та форми мислення. До ранніх схоластів належав філософ П'єр Абеляр, який змалку виявляв прагнення до знань, а коли виріс — здобув освіту та відкрив у Парижі власну школу, де викладав логіку й богослов'я. Абеляр досконало знав античну філософію, славився як неперевершений майстер диспуту. Головним інструментом у пошуку істини Абеляр вважав розум. А тому, спираючись на Святе Письмо, був переконаний: будь-які знання необхідно розвивати за допомогою власного розуму. Його правило було просте: «Пізнаю те, у що вірю». Такі вільнолюбні виступи та міркування філософа зустріли спротив Церкви: під її тиском Абеляр змушений був зректися своїх поглядів, йому заборонили викладати. Своє життя П'єр Абеляр завершив у монастирі Клюні.
У XII ст. зростає зацікавленість античними творами. У наукових колах західноєвропейських країн визнання здобуває Арістотель та низка інших відомих античних філософів. Церква змушена була поєднати католицьке вчення із філософією Арістотеля. Це вдалося Томі Аквінському: саме його вчення — томізм — поєднує християнську віру із природою та розумом, саме це вчення визнано офіційною ідеологією католицької церкви і, разом із логікою, є головним досягненням схоластики.

### Школи та університети
Першими навчальними закладами середньовіччя були монастирські, парафіяльні та кафедральні школи. Однак, такі школи зазвичай мали лише одного вчителя, який проходив з учнями весь курс освіти. У школах учні вивчали «сім вільних мистецтв». Це була система предметів, яка складалася з двох рівнів.
Перший (початковий) рівень називався тривіум та передбачав освоєння граматики, риторики та діалектики. На заняттях з граматики учні вивчали латину, опановуючи діалектику, вчилися мислити, будувати докази й вести диспути. На заняттях з риторики привчалися чітко й виразно говорити, а також вести діловодство, писати твори, листи тощо.
Наступний рівень — квадріум — передбачав вивчення арифметики, геометрії, астрономії та музики. У XII — XIII ст. Західна Європа переживала економічне та культурне піднесення. Розвиток міст, розширення світогляду європейців, знайомство з культурою Сходу стали стимулом для вдосконалення середньовічної освіти. Освіта зосередилася в найбільших містах, де було створено світські школи. Вони давали знання з основ торгівлі та ремесла. Тривалий час навчання в школах велося латиною, і лише в XIV ст. з'явилися школи із національною мовою викладання.
Саме на базі світських шкіл виникають університети. Перші університети з'явилися у XII ст. в Болоньї (Італія) та Парижі (Франція). Згодом виникли також в інших країнах: Оксфордський, Кембриджський — в Англії, Саламанський — в Іспанії, Празький — в Чехії, Краківський — у Польщі тощо. Вже наприкінці XV ст. у Європі було 79 університетів. Більшість з них активно діє і сьогодні, свято зберігаючи свої традиції.
Університет мав юридичну, адміністративну та фінансову самостійність, які надавалися йому спеціальними грамотами монарха. Учні середньовічних університетів називалися студентами, а університети поділялися на факультети. Початковим факультетом був артистичний, який мали закінчувати всі студенти. Тут вивчали «сім вільних мистецтв». Випускник артистичного факультету отримував право викладати в школі або продовжувати навчання на одному з вищих факультетів — юридичному, медичному, богословському. Термін навчання залежав від факультету: зокрема, підготовка юриста або лікаря тривала 5 — 6 років, а богослова — 15
Заняття в університеті називалися лекціями, які читали професори, а студенти слухали й записували. Лекції доповнювалися диспутами — суперечками на тему, що визначалася заздалегідь. Університети мали великий вплив на культурне життя суспільства. Їхні випускники мали змогу влаштуватися на вигідні церковні та державні посади. Найкращі шанси для кар'єрного зростання давала юридична освіта, але й магістри богослов'я, медицини та вчителі не мали підстав нарікати на долю.

### Роджер Бекон та поява дослідних знань
З XIII ст. спостерігається поглиблений інтерес до дослідження природи та її явищ. Одним із перших на необхідності дослідного вивчення природи наполягав професор Оксфордського університету францисканський монах Роджер Бекон.
Для сучасників він був загадковою особистістю, а дехто навіть вважав його чарівником. Монах, обкладений книгами й приладами, цілодобово знаходився у своїй келії в монастирській вежі. Р. Бекон перший пояснив появу веселки після дощу, обґрунтував необхідність отримання знань шляхом дослідів та математичних розрахунків. На думку Бекона, існують три джерела знання: авторитет, розум, дослід. Авторитету замало, якщо він не підкріплений розумними доказами. Але й розум потребує підтвердження його висновків дослідом. Вчення англійського мислителя сприяло розвитку та поширенню наукових знань. Численні заздрісники звинуватили Бекона у зв'язках із нечистою силою. Вченого ув'язнили в монастирській тюрмі, де він провів майже 14 років свого життя.
Прагнення до пізнання охопило європейське суспільство. Так, у Сицилійському королівстві розгорнулася діяльність перекладачів філософських та природничих творів грецьких та арабських авторів. У медичній школі в Салерно вивчали, описували та випробовували лікувальні властивості рослин, досліджували отруту різних видів та засоби протидії отруті.
Середньовічні алхіміки активно досліджували природні властивості речовин. Головним їхнім завданням було віднайдення «філософського каменю», здатного перетворити звичайні метали на золото. Під час пошуків цього каменю одночасно вивчали особливості окремих сполук та сплавів, способи дії на них різних речовин. Були створені та вдосконалені прилади для проведення дослідів.
Суттєво розширилися географічні уявлення європейців. Ще в XIII ст. брати Вівальді з Генуї спробували обігнути західне узбережжя Африки. А венецієць Марко Поло, як відомо, здійснив багаторічну подорож до Центральної Азії та Китаю. У XIV—XV ст. з'являються описи різних земель, зроблені мандрівниками. Суттєво вдосконалили карти, створили географічні атласи. Це стало основою для майбутніх Великих географічних відкриттів.